# Präsidentschaftswahl in Sierra Leone 1985
Die Präsidentschaftswahl in Sierra Leone 1985 war die einzige Wahl zum Staatsoberhaupt von Sierra Leone, die unabhängig von der Parlamentswahl stattfand, und die erste Wahl zu einem Staatspräsidenten überhaupt. Die Einwohner des Landes waren am 1. Oktober 1985 zum Urnengang aufgerufen.
Aufgrund des zu der Zeit geltenden Einparteiensystems stand nur ein Kandidat des All People’s Congress, Joseph Saidu Momoh, zur Wahl. Es gab die Möglichkeit mit Nein zu stimmen.
| Partei | Stimmen   | Stimmenanteil |
| ------ | --------- | ------------- |
| Ja     | 2.780.495 | 99,85 %       |
| Nein   | 4096      | 00,15 %       |
| GESAMT | 2.784.591 | 100 %         |